# Paus (musik)
En paus betecknar inom musik ett intervall av tystnad i ett musikstycke, i en eller flera stämmor i ett musikstycke, eller tystnader som omger ett musikstycke. Pauser inom ett musikstycke kan delas upp i två huvudtyper: För det första sådana som uppstår mellan toner till följd av frasering (till exempel staccatospel) eller musikinstrument med kort efterklang. För det andra sådana som är en del av, eller bryter mot, musikstyckets rytmiska och metriska struktur. Pauser som ingår i det musikaliska förloppets rytmisk-metriska struktur är den vanligast förekommande typen inom musikstycken. De fyller ofta funktionen att markera gränser mellan olika avsnitt, fraser, motiv och dylikt. En sådan paus längd markeras i notskrift med paustecken som har ett visst notvärde:
- lång paus (eller fyrtakts-paus)
- dubbel helpaus / breve rest
- helpaus / semibreve rest
- halvpaus / minim rest
- fjärdedelspaus / crotchet rest
- åttondelspaus / quaver rest
- sextondelspaus / semiquaver rest
- trettioandredelspaus / demisemiquaver rest
- sextiofjärdedelspaus / hemidemisemiquaver rest

Orden används både om pausen i realiteten och om den symbol i notskriften som markerar att denna skall göras. 
Begreppet "hel paus" motsvarar fyra fjärdedelar. Kombinationen av pauser följer samma regler som noter. För mer detaljer, se notvärde.

### Fotnoter
1. ↑  Sohlmans musiklexikon, uppslagsord: Paus.